# Большая Тихая (река)
Большая Тихая — река в Алтайском крае России.
Протекает по территории Солонешенского и Алтайского районов. Впадает в реку Песчаную в 129 км от её устья по левому берегу. Длина реки составляет 45 км. На берегах реки — сёла Большая Тихая и Новая Жизнь.

## Притоки
От истока к устью:
- Правые: р. Куеганский, р. Крутая Горка, мельничный, Татарский, Пашин, Кривой Лог.
- Левые: р. Губин, Исашный, Ромкин, Степанов, Степанёнок, Черданский, Николаев, Иванов, Солоновский Лог.

## Данные водного реестра
По данным государственного водного реестра России относится к Верхнеобскому бассейновому округу, водохозяйственный участок реки — Обь от слияния рек Бия и Катунь до города Барнаул, без реки Алей, речной подбассейн реки — бассейны притоков (Верхней) Оби до впадения Томи. Речной бассейн реки — (Верхняя) Обь до впадения Иртыша.